# Sjedeći Hermes
Brončani Sjedeći Hermes ili Merkur u mirovanju., pronađen u Vili papirusa u Herkulaneju 1758., nalazi se u Nacionalnom arheološkom muzeju u Napulju. "Ovaj je kip bio vjerojatno najslavnije umjetničko djelo otkriveno u Herculaneju i Pompejima u 18. stoljeću", primijetili su Francis Haskell i Nicholas Penny, nakon što su se četiri velike gravure koje ga reproduciraju pojavile u Le Antichità di Ercolano, 1771. Kako bi ga zaštitili od Napoleonovih razaranja, upakiran je u jedan od pedeset i dva sanduka s antikvitetima i umjetninama koji su pratili bijeg Bourbonaca u Palermo 1798. godine. Ponovno je to bilo u kraljevskoj vili u Porticiju 1816. (Haskell i Penny 1981:269).
Martin Robertson (1975., sv. I:474) klasificira ga kao rimsku kopiju, izrađenu prije 79. godine naše ere, grčkog brončanog izvornika iz kasnog četvrtog ili ranog trećeg stoljeća prije Krista, u tradiciji Lysipposa, čije se ime prizivalo u vezi sa skulpturom od njenog prvog ponovnog pojavljivanja. Margarete Bieber klasificira je kao "Lizipovu školu" i datira je oko 100. pr. Kr. Mnogi brončani kipovi postavljeni na stvarnim stijenama sigurno su bili postavljeni u kasnohelenističkim i rimskim vrtovima, gdje su, Brunilde Sismondo Ridgway sugerira, prirodne gromade "povećale idilični aspekt kompozicije." Hermes ležerno oslanja ruku na (restauriranu) stijenu, integrirajući kompoziciju.

## Reference
- Haskell, Francis i Nicholas Penny, 1981. Taste and the Antique: the Lure of Classical Sculpture 1500-1900 (Yale University Press), kat. Ne. 62, str. 267–269.
- Mattusch, Carol C. 2005. Villa dei Papiri u Herculaneumu. Život i zagrobni život zbirke skulptura. (Los Angeles: Muzej J. Paul Getty), posebno poglavlje 5 i str. 88–89, 216–222 i sl. 2.43.
- Robertson, Martin, 1975. Povijest grčke umjetnosti (Cambridge University Press)